# Renata Ribeiro
Renata Trevisan Ribeiro (Rio de Janeiro, 7 de dezembro de 1981) é uma jogadora de voleibol de praia do Brasil.
Participou das Olimpíadas de Pequim 2008 formando dupla com Talita. Disputaram a medalha de bronze porém foram derrotadas pela dupla chinesa Xue Chen/Zhang Xi.
Desde 31 de maio de 2012 defende, junto com a parceira Elize Maria, o Botafogo.